# 2019年のブラジル
2019年のブラジル （2019ねんのブラジル）では、2019年のブラジルに関する出来事について記述する。

## 国家元首等
- 大統領
  - 第38代: ジャイール・ボルソナーロ （社会自由党、2019年1月1日 - ）
- 副大統領
  - 第25代: アミルトン・モウラン （2019年1月1日 - ）
- 連邦最高裁判所長官
  - 第59代: Dias Toffoli （2018年9月13日 - 2020年9月10日）
- 連邦上院議長
  - 第66代: Eunício Oliveira （ブラジル民主運動党、2017年2月1日 - 2019年2月1日）
  - 第67代: Davi Alcolumbre （民主党、2019年2月2日 - ）
- 連邦下院議長
  - 第54代: Rodrigo Maia （民主党、2016年7月14日 - ）

## できごと

### 1月
- 1月1日 - ジャイール・ボルソナーロ、第38代連邦共和国大統領に就任。
- 1月25日 - ミナスジェライス州で鉱山ダムが決壊[1]

### 2月
- 2月2日 - Davi Alcolumbre、第67代連邦上院議長に就任。

### 3月
- 3月1日-6日 - リオのカーニバル開催[2]。